# Roger Ritoux-Lachaud
Roger Ritoux-Lachaud (Talais, 22 janvier 1902 - Mort pour la France à Addis-Abeba le 8 septembre 1940) est un militaire français, Compagnon de la Libération. Officier de réserve de l'armée de l'air, il s'engage dans la Royal Air Force afin de poursuivre le combat après la défaite de 1940 mais meurt prématurément lors d'un combat aérien en Éthiopie en 1940.

## Biographie

### Avant-guerre
Né à Talais en Gironde le 22 janvier 1902, Roger Ritoux-Lachaud est officier de réserve de l'armée de l'air parallèlement à une carrière d'industriel menée en Algérie. Au début de la guerre, il est basé à Youks-les-Bains dans les rangs du groupe de bombardement 1/61 en tant qu'observateur.

### Seconde guerre mondiale
Refusant la défaite et ayant entendu l'appel du général de Gaulle, Roger-Ritoux-Lachaud s'enfuit d'Algérie en compagnie de Jacques Dodelier et Robert Cunibil à bord d'un Martin Maryland. Ayant réussi à rejoindre l'Égypte avec ses compagnons, il s'engage comme eux dans la Royal Air Force et fait partie des premiers hommes constituant le no 1 French Bomber Flight. En juillet, l'unité est déplacée à Aden d'où elle doit s'engager dans les opérations en Éthiopie et dans la corne de l'Afrique. Le 8 septembre 1940, au cours d'un combat dans le ciel d'Addis-Abeba, l'avion de Roger Ritoux-Lachaud est abattu par un pilote italien. Son parachute s'accrochant à l'appareil, il s'écrase avec lui. Seul l'officier observateur Pierre de Maismont survit au crash. Roger Ritoux-Lachaud est inhumé au British War Cemetery d'Addis-Abeba.

## Décorations
|  |  |  |  |  |  |
|  |  |  |  |  |  |

| Chevalier de la Légion d'Honneur | Chevalier de la Légion d'Honneur | Compagnon de la Libération | Compagnon de la Libération | Croix de Guerre 1939-1945 | Croix de Guerre 1939-1945 |
| Médaille de la Résistance        |                                  |                            |                            |                           |                           |